# Civatateo
Le Cihuatateo, secondo la mitologia azteca, erano vampiri donne. Erano donne di stirpe nobile morte durante il parto e, dopo essere ritornate tra gli esseri viventi, inseguivano i viaggiatori e  infestavano i templi. Erano raggrinzite e pallide. Le facce erano bianche e le mani e le braccia coperte di ticitl (gesso bianco). Le loro vesti logore erano decorate da ossa.
Le Cihuatateo sono serve delle divinità della luna azteca, Tlazolteotl.
I loro attacchi agli esseri umani possono essere impediti mettendo del cibo sugli altari costruiti ai crocevia. La loro offerta preferita è un dolce a forma di farfalla.